# Paul Philipp Röber
Paul Philipp Röber (* 21. Juli 1632 in Wittenberg; † 7. September 1696 in Freiberg) war ein deutscher lutherischer Theologe.

## Leben
Paul Philipp war der Sohn des Wittenberger Theologen Paul Röber und dessen Frau Maria Hahn. Nachdem er 1637 die Pest überstanden hatte, stellte sein Vater Hauslehrer für seine Ausbildung ein. Diese Ausbildung setzte er an der Stadtschule in Wittenberg fort und frequentierte als achtzehnjähriger das Gymnasium Rutheneum in Gera. Im Wintersemester 1652 immatrikulierte er sich an der Universität Leipzig, um Theologie zu studieren. Hier kam er anfänglich im Haushalt des Daniel Henrici (1615–1666) unter und wechselte dann in den Haushalt Johann Hülsemann, wo er auch die Bekanntschaft von Johann Adam Schertzer als Mitbewohner machte. Nachdem er unter Jakob Thomasius 1654 seine erste Universitätsdisputation absolviert hatte, wechselte er an die Universität Wittenberg. 
Hier erwarb er sich am 26. April 1655 den akademischen Grad eines Magisters der Philosophie. Als er seine theologischen Studien bei Johannes Meisner, Abraham Calov, Johannes Scharff und Andreas Kunad fortgesetzt hatte, erhielt er 1658 eine Pfarrerstelle in Ortrand. 1662 wechselte er auf eine Pfarrstelle an der St.-Jakobi-Kirche in Freiberg. Um weiteren Herausforderungen gewachsen zu sein, erwarb er sich am 5. Juli 1671 das Lizentiat der Theologie in Wittenberg. Anschließend übernahm er die Stelle des Oberpfarrers und Superintendenten des Freiberger Kirchenkreises am Freiberger Dom. Um den Anforderungen an das Amt gerecht zu werden, promovierte er am 20. April 1675 in Wittenberg zum Doktor der Theologie.

## Familie
Röber verheiratete sich am 17. Mai 1658 in Wittenberg mit Marie Elisabeth Mevius, die Tochter des Wittenberger Steuereinnehmers, Ratsherrn und Buchhändler Balthasar Mevius (* 2. November 1614 in Jüterbog; † 2. Februar 1664 in Wittenberg) und dessen am 24. August 1639 geheirateten Frau Catharina Friese (* 1603 in Herzberg/Harz; † 19. November 1660 in Wittenberg). Aus der Ehe stammen Kinder, fünf Söhne und vier Töchter. Von den Kindern kennt man:
1. So. Paul Balthasar Röber (* 11. April 1659 in Ortrand; † 28. Juni 1689 in Oederan) Mag. phil., Diakon in Oederan
2. So. Paul Gottfried Röber (* 24. Januar 1663 in Freiberg; † 28. Januar 1724 ebenda), Mag. phil. Prediger St. Nicolai verh. 1691 mit Johanna Dorothea Dathe, die Tochter des Archidiakons in Oschatz Andreas Dathe (* 2. September 1636 in Rochlitz; † 23. Juni 1701 Oschatz)
3. So. Paul Gottlob Röber wurde Jurist, Notar und 1715 Adlig Einsiedel. Gerichtsverwalter
4. So. Paul Christian Röber († 29. Mai 1672 in Freiberg)
5. So. Johann Paul Röber († 29. Juni 1677 in Freiberg)
6. To. Maria Christina Röber verh. 9. Februar 1692 mit dem Gymnasiallehrer in Freiberg Gabriel Francke
7. To. Christina Dorothea Röber verh. 12. Juni 1688 mit dem Mag. phil. und Pfarrer in Zwönitz, später Rabenau Christoph Blechschmidt (* 20. Oktober 1659 in Scheibenberg; † 20. März 1712 in Rabenau)
8. To. Johanna Catharina Röber verh. 13. September 1696 in Freiberg mit damaligen Pfarrer in Kühnhaide und späteren Diakon in Annaberg Gabriel Pocarus (* 1667 in Bergsulza; † 1734 in Annaberg-Buchholz)
9. To. Sophia Elisabeth Röber († 19. Mai 1669 in Freiberg)

## Werke (Auswahl)
- Q. B. V. Disputatio Ethica De mansuetudine, Inclytae Facultatis Philosophicae permissu. Präs. Jakob Thomasius. Leipzig, 1654 (Digitalisat)
- I. N. J. De Sibyllis. Resp. M. Jacob Reichmann. Wittenberg, 1655 (Digitalisat)
- Disputatio Theologica De Incarnatione Filii Dei, ad Locum Clarißicum Hebr. 2, 14 adornata. Präs. Andreas Kunad. Wittenberg, 1656 (Digitalisat)
- Magistratus In Manu Dei Positus quoad 1. approbationem, 2. institutionem, 3. mutationem. Das ist, Einfältige, doch Christliche und Schrifftmässige Gedächtnis-Predigt, Von dem Stand und Zustand der Obrigkeit, Aus dem Haußbuch Sirachs X. v. 4. Nach geendetem Trauer-Jahre, über den Höchstbetauerlichen Tödlichen Hintritt Des Durchlauchtigsten und Hochgebohrnen Fürsten und Herrn Johann Georgen des Ersten, Hertzogs zu Sachsen, Jülich, Cleve und Berg, des Heil. römisch. Reichs Ertz-Marschalns und Curfürstens, Landgrafens in Thüringen, Markggrafens zu Meißen, auch Ober und NiederLausitz, Burggrafens zu Magdeburg, Grafens zu der Marck und Ravensberg, Herrn zu Ravenstein, etc.. Christmildesten Andrenckens. Den 8. Tag Octobris 167, Aus Christlichem Hertzen und Unterthänigster Schuldigkeit abgelegt und gehalten, In der PfarrKirchen zu Wittenberg. Wittenberg, 1657 (Digitalisat)
- Colossus Virtutis Coronatae Viro … Dn. Paulo Philippo Röbero, D. Jacobi Apud Freibergenses Pastori Ut Fidelissimo Ita Dignissimo Cum In Celeberrima ad Albim Academia Indultue Venerndae Facultatis Thologicae Solenni disputatione … defungeretur pro Doctorali Licentia. Wittenberg 1671 (Digitalisat)
- Hütte Gottes bey den Menschen Und Der Menschen bey Gott, Aus dem CXXXII. Psalm vers. 14. Bey des weyland, WohlEhrenvesten, Hochachtbarn und WohlFürnehen Herrn Gottfried Christian Lingkens Churfl. Durchl. zu Sachsen wohlbeststalten OberHüttenVerwalters und Inspectoris dero eigenthümblichen Berg-Gebäude zum Schneeberg, Christ-ansehnlichen und Volckreichen TrauerProcess d. 18. Junii. War eben der IV. Sonntaag nach Trinitatis M.DC. LXXVI. In der in Dom, und Churfl. Sächß. Begräbnüß Kirche zu Freyberg allhier gehalten Leichenpredigt. Freiberg, 1676 (Digitalisat)
- Mortis Reminiscentia, Optima Scientia = Die Erinnerung der Sterbligkeit/ Die allerbeste Weißheit : Bey Christlicher und Volckreicher Leich-Bestattung Des … Herrn August Rohdens/ Churfl. Durchl. zu Sachsen wohlbestallten Factors zur Seigerhütten Grünthal ; Welcher im Jahr Christi 1629. den 7. Septembris auff diese Welt gebohren/ und Anno 1679. den 8. Aprilis von derselben durch einen sanfften und seeligen Tod im 49. Jahre und der 30. Wochen seines Alters wieder abgefordert worden ; Am 13. Aprilis darauff/ war gleich der Sontag Palmarum In der Dom- und Churfl. Sächs. Begräbniß-Kirche Aus dem von Ihm selbst beliebten Leichen-Text Psalm. XXXIX, 6. Aber Herr/ lehre doch mich/ daß ein Ende mit mir haben muß/ und mein Leben ein Ziel hat/ und ich davon muß. kürtzlich und einfältig gewiesen. Freiberg, 1679 (Digitalisat)
- Von Gottes Gnaden Johann Georg der Dritte/ Hertzog zu Sachsen … Churfürst Würdiger/ Hochgelahrte/ Lieber/ Andächtiger und Getreuer/ Euch ist ohne das wissend/ wie der Allerhöchste aus gerechten Gericht/ sonder Zweifel ümb der Sünde willen/ unterschiedene Oerther Unsers Churfürstenthumbs und Lande/ mit schädlichen Seuche der Pestilentz heimgesuchert … Also erfordert die Nothdurfft/ daß … der grundgütige Gott in wahrer Bußfertigkeit eyfrig … angeruffen … werden möge … : 1680 (Digitalisat)
- Die freudige/ sehnlich verlangte und höchstselige Heimfarth Von der irrdischen Wallfarth/ welche Die … Agnes gebohrne von Schönberg … Des … Abraham von Schönberg … Ehe-Gemahlin/ Durch einen den 22. Febr. 1693. genommenen seeligen Abschied aus dieser Zeitlichkeit erreichet : In einer den 26. Martii. nach vorher geschehener ansehnlichen Beysetzung des Hoch-Adl. Leichnams/ in der Dom- und Churfl. Sächs. Begräbniß Kirche daselbst gehaltenen Christlichen Gedächtnüß-Predigt/ Aus den Worten S. Pauli II. Corinth. V. 8. … gewiesen. Freiberg 1693 (Digitalisat)